# Rugby-League-Weltmeisterschaft 2017/Gruppe B
Die Gruppe B der Rugby-League-Weltmeisterschaft 2017 umfasst Neuseeland, Samoa, Schottland und Tonga. Die Gruppenspiele finden zwischen dem 28. Oktober und dem 11. November statt.

## Tabelle
|    | Land       | Spiele | Siege | Unent. | Ndlg. | Spiel- punkte | Diff. | Tabellen- punkte |
| -- | ---------- | ------ | ----- | ------ | ----- | ------------- | ----- | ---------------- |
| 1. | Tonga      | 3      | 3     | 0      | 0     | 110:44        | + 66  | 6                |
| 2. | Neuseeland | 3      | 2     | 0      | 1     | 134:42        | + 92  | 4                |
| 3. | Samoa      | 3      | 0     | 1      | 2     | 40:84         | − 44  | 1                |
| 4. | Schottland | 3      | 0     | 1      | 2     | 24:138        | − 114 | 1                |

## Spiele

### Neuseeland – Samoa
| 28. Oktober 20:10 | Neuseeland | 38 : 8         | Samoa                                         | Mount Smart Stadium, Auckland Zuschauer: 17.857 Schiedsrichter: James Child |
| 28. Oktober 20:10 | Versuche: Rapana 4. n.erh. Johnson 20. erh. Takairangi 46. n.erh. Nikorima 52. erh. Liu 55. erh. Tuivasa-Sheck 68. erh. Asofa-Solomona 72. erh. Erhöhungen: Johnson (5/7) | (10:4) Bericht | Versuche: Maumalo 37. n.erh. Paulo 80. n.erh. | Mount Smart Stadium, Auckland Zuschauer: 17.857 Schiedsrichter: James Child |

| 01                 | Roger Tuivasa-Sheck     |
| 02                 | Dallin Watene-Zelezniak |
| 03                 | Gerard Beale            |
| 04                 | Brad Takairangi         |
| 05                 | Jordan Rapana           |
| 06                 | Kodi Nikorima           |
| 07                 | Shaun Johnson           |
| 08                 | Martin Taupau           |
| 09                 | Thomas Leuluai          |
| 18                 | Jared Waerea-Hargreaves |
| 13                 | Simon Mannering         |
| 12                 | Joseph Tapine           |
| 10                 | Adam Blair              |
| Auswechselspieler: |                         |
| 14                 | Nelson Asofa-Solomona   |
| 15                 | Russell Packer          |
| 16                 | Isaac Liu               |
| 17                 | Danny Levi              |

| 01                 | Young Tonumaipea |
| 02                 | Peter Mata’utia  |
| 03                 | Tim Lafai        |
| 04                 | Joseph Leilua    |
| 05                 | Ken Maumalo      |
| 06                 | Joseph Paulo     |
| 07                 | Ben Roberts      |
| 08                 | Junior Paulo     |
| 09                 | Jazz Tevaga      |
| 10                 | Sam Lisone       |
| 11                 | Josh Papalii     |
| 12                 | Frank Pritchard  |
| 13                 | Leeson Ah Mau    |
| Auswechselspieler: |                  |
| 14                 | Pita Godinet     |
| 15                 | Herman Ese’ese   |
| 16                 | Suaia Matagi     |
| 17                 | Bunty Afoa       |

### Schottland – Tonga
| 29. Oktober 14:15 | Schottland                | 4 : 50  | Tonga | Barlow Park, Cairns Zuschauer: 9.216 Schiedsrichter: Phil Bentham |
| 29. Oktober 14:15 | Versuche: Addy 62. n.erh. | Bericht | Versuche: Jennings 3. erh., 20. erh., 40. n.erh. Taumalolo 17. erh. Manu 23. erh. Tupou 26. n.erh., 73. erh. Terepo 38. erh. Ata Hingano 76. erh. Erhöhungen: Taukeiaho (6/7) Hingano (1/2) | Barlow Park, Cairns Zuschauer: 9.216 Schiedsrichter: Phil Bentham |

| 01                 | Lewis Tierney   |
| 02                 | Matty Russell   |
| 03                 | Ben Hellewell   |
| 04                 | Lachlan Stein   |
| 05                 | Will Oakes      |
| 06                 | Danny Brough    |
| 07                 | Danny Addy      |
| 08                 | Luke Douglas    |
| 09                 | Kane Bentley    |
| 10                 | Ben Kavanagh    |
| 11                 | Frankie Mariano |
| 12                 | Dale Ferguson   |
| 13                 | James Bell      |
| Auswechselspieler: |                 |
| 14                 | Callum Phillips |
| 15                 | Andrew Bentley  |
| 16                 | Sam Brooks      |
| 17                 | Jonathan Walker |

| 01                 | William Hopoate     |
| 02                 | Daniel Tupou        |
| 03                 | Michael Jennings    |
| 04                 | Konrad Hurrell      |
| 05                 | Manu Vatuvei        |
| 06                 | Tuimoala Lolohea    |
| 07                 | Mafoa’aeata Hingano |
| 08                 | Andrew Fifita       |
| 09                 | Silvia Havili       |
| 10                 | Sio Siua Taukeiaho  |
| 11                 | Manu Ma’u           |
| 12                 | Sika Manu           |
| 13                 | Jason Taumalolo     |
| Auswechselspieler: |                     |
| 14                 | Sione Katoa         |
| 15                 | Sam Moa             |
| 16                 | Peni Terepo         |
| 17                 | Ben Murdoch-Masila  |

### Neuseeland – Schottland
| 4. November 17:00 | Neuseeland | 74 : 6         | Schottland                                       | Rugby League Park, Christchurch Zuschauer: 12.130 Schiedsrichter: Henry Perenara |
| 4. November 17:00 | Versuche: Bromwich 9. erh. Nightingale 13. n.erh., 23. n.erh. Tapine 16. n.erh. Martin 32. erh., 52. erh., 76. n.erh. Hiku 39. n.erh., 58. erh., 69. erh. Packer 43. erh. Whare 55. erh. Johnson 61. erh. Taylor 79. erh. Erhöhungen: Johnson (9/14) | (28:0) Bericht | Versuche: Thomas 72. erh. Erhöhungen: Addy (1/1) | Rugby League Park, Christchurch Zuschauer: 12.130 Schiedsrichter: Henry Perenara |

| 01                 | Roger Tuivasa-Sheck     |
| 02                 | Jason Nightingale       |
| 03                 | Dean Whare              |
| 04                 | Brad Takairangi         |
| 05                 | Peta Hiku               |
| 06                 | Te Maire Martin         |
| 07                 | Shaun Johnson           |
| 08                 | Martin Taupau           |
| 09                 | Elijah Taylor           |
| 18                 | Jared Waerea-Hargreaves |
| 13                 | Kenny Bromwich          |
| 12                 | Joseph Tapine           |
| 10                 | Adam Blair              |
| Auswechselspieler: |                         |
| 14                 | Nelson Asofa-Solomona   |
| 15                 | Russell Packer          |
| 16                 | Addin Fonua-Blake       |
| 17                 | Danny Levi              |

| 01                 | Alex Walker       |
| 02                 | Lewis Tierney     |
| 03                 | Ben Hellewell     |
| 04                 | Lachlan Stein     |
| 05                 | Matty Russell     |
| 06                 | Danny Brough      |
| 07                 | Oscar Thomas      |
| 08                 | Luke Douglas      |
| 09                 | Danny Addy        |
| 10                 | Ben Kavanagh      |
| 11                 | Jarred Anderson   |
| 12                 | Dale Ferguson     |
| 13                 | James Bell        |
| Auswechselspieler: |                   |
| 14                 | Kane Bentley      |
| 15                 | Sam Brooks        |
| 16                 | Brandan Wilkinson |
| 17                 | Jonathan Walker   |

### Samoa – Tonga
| 4. November 19:30 | Samoa                                                                             | 18 : 32        | Tonga | Waikato Stadium, Hamilton Zuschauer: 18.156 Schiedsrichter: Ben Cummins |
| 4. November 19:30 | Versuche: Tevaga 17. erh. Roberts 65. erh. Lafai 73. erh. Erhöhungen: Lafai (3/3) | (6:14) Bericht | Versuche: Jennings 10. erh., 29. erh. Terepo 52. erh. Murdoch-Masila 60. erh. Ma'u 77. erh. Erhöhungen: Taukeiaho (4/4) Hingano (2/2) Straftritte: Taukeiaho (1/1) 28. | Waikato Stadium, Hamilton Zuschauer: 18.156 Schiedsrichter: Ben Cummins |

| 01                 | Young Tonumaipea |
| 02                 | Ricky Leutele    |
| 03                 | Tim Lafai        |
| 04                 | Joseph Leilua    |
| 05                 | Ken Maumalo      |
| 20                 | Jarome Luai      |
| 07                 | Ben Roberts      |
| 08                 | Junior Paulo     |
| 09                 | Jazz Tevaga      |
| 10                 | Herman Ese'ese   |
| 11                 | Josh Papalii     |
| 12                 | Frank Pritchard  |
| 13                 | Leeson Ah Mau    |
| Auswechselspieler: |                  |
| 14                 | Fa'amanu Brown   |
| 15                 | Zane Musgrove    |
| 16                 | Sam Lisone       |
| 17                 | Bunty Afoa       |

| 01                 | William Hopoate     |
| 02                 | Daniel Tupou        |
| 03                 | Michael Jennings    |
| 04                 | Solomone Kata       |
| 05                 | David Fusitu’a      |
| 06                 | Tuimoala Lolohea    |
| 07                 | Mafoa’aeata Hingano |
| 08                 | Andrew Fifita       |
| 14                 | Sione Katoa         |
| 10                 | Sio Siua Taukeiaho  |
| 11                 | Manu Ma’u           |
| 12                 | Sika Manu           |
| 13                 | Jason Taumalolo     |
| Auswechselspieler: |                     |
| 09                 | Siliva Havili       |
| 15                 | Sam Moa             |
| 16                 | Peni Terepo         |
| 17                 | Ben Murdoch-Masila  |

### Neuseeland – Tonga
| 11. November 17:00 | Neuseeland | 22 : 28        | Tonga | Waikato Stadium, Hamilton Zuschauer: 24.041 Schiedsrichter: Gerard Sutton |
| 11. November 17:00 | Versuche: Watene-Zelezniak 21. n.erh. Rapana 28. erh. Tuivasa-Sheck 39. erh., 72. erh. Erhöhungen: Johnson (3/4) | (16:2) Bericht | Versuche: Fusitu’a 48. n.erh., 59. erh., 77. n.erh. Lolohea 62. erh. Hopoate 65. erh. Erhöhungen: Taukeiaho (2/3) Lolohea (1/1) Straftritte: Taukeiaho (1/1) 7. | Waikato Stadium, Hamilton Zuschauer: 24.041 Schiedsrichter: Gerard Sutton |

| 01                 | Roger Tuivasa-Sheck     |
| 02                 | Dallin Watene-Zelezniak |
| 03                 | Dean Whare              |
| 04                 | Brad Takairangi         |
| 05                 | Jordan Rapana           |
| 06                 | Kodi Nikorima           |
| 07                 | Shaun Johnson           |
| 08                 | Martin Taupau           |
| 09                 | Thomas Leuluai          |
| 10                 | Jared Waerea-Hargreaves |
| 11                 | Simon Mannering         |
| 12                 | Joseph Tapine           |
| 13                 | Adam Blair              |
| Auswechselspieler: |                         |
| 14                 | Nelson Asofa-Solomona   |
| 15                 | Russell Packer          |
| 16                 | Isaac Liu               |
| 17                 | Danny Levi              |

| 01                 | William Hopoate      |
| 02                 | Daniel Tupou         |
| 18                 | Mahe Fonua           |
| 04                 | Konrad Hurrell       |
| 05                 | David Fusitu’a       |
| 06                 | Tuimoala Lolohea     |
| 07                 | Mafoa’aeata Hingano  |
| 08                 | Andrew Fifita        |
| 09                 | Sione Katoa          |
| 10                 | Sio Siua Taukeiaho   |
| 11                 | Manu Ma’u            |
| 12                 | Sika Manu            |
| 13                 | Jason Taumalolo      |
| Auswechselspieler: |                      |
| 14                 | Siliva Havili        |
| 16                 | Peni Terepo          |
| 17                 | Ben Murdoch-Masila   |
| 21                 | Tevita Pangai Junior |

### Samoa – Schottland
| 11. November 17:00 | Samoa                                                                                         | 14 : 14        | Schottland                                                                                    | Barlow Park, Cairns Schiedsrichter: Ashley Klein |
| 11. November 17:00 | Versuche: Ju. Paulo 12. erh. Wright 49. n.erh. Tonumaipea 66. n.erh. Erhöhungen: Wright (1/3) | (6:14) Bericht | Versuche: Tierney 5. erh. Mariano 28. erh. Erhöhungen: Addy (2/2) Straftritte: Addy (1/1) 18. | Barlow Park, Cairns Schiedsrichter: Ashley Klein |

| 01                 | Young Tonumaipea  |
| 02                 | Ricky Leutele     |
| 03                 | Tim Lafai         |
| 04                 | Joseph Leilua     |
| 05                 | Matthew Wright    |
| 06                 | Jarome Luai       |
| 07                 | Fa’amanu Brown    |
| 08                 | Junior Paulo      |
| 09                 | Jazz Tevaga       |
| 10                 | Herman Ese’ese    |
| 11                 | Josh Papalii      |
| 12                 | Frank Winterstein |
| 13                 | Bunty Afoa        |
| Auswechselspieler: |                   |
| 14                 | Pita Godinet      |
| 15                 | Joseph Paulo      |
| 16                 | Leeson Ah Mau     |
| 17                 | Sam Tagataese     |

| 01                 | Lewis Tierney     |
| 02                 | Shane Toal        |
| 03                 | Ben Hellewell     |
| 04                 | Lachlan Stein     |
| 05                 | Matty Russell     |
| 06                 | Danny Addy        |
| 07                 | Oscar Thomas      |
| 08                 | Luke Douglas      |
| 09                 | Callum Phillips   |
| 10                 | Ben Kavanagh      |
| 11                 | Frankie Mariano   |
| 12                 | Dale Ferguson     |
| 13                 | James Bell        |
| Auswechselspieler: |                   |
| 14                 | Kane Bentley      |
| 15                 | Brandan Wilkinson |
| 16                 | Andrew Bentley    |
| 17                 | Jarred Anderson   |